# 小行星168358
小行星168358（168358 Casca）是一颗绕太阳运转的小行星，为主小行星带小行星。该小行星于1996年2月19日发现。
該小行星以加拿大天文學會的縮寫「CASCA」命名。

## 轨道参数
小行星168358的轨道半长轴为320 829 527 km，2.1445824 UA，离心率为0.089。